# Џорџ Самоленко
Џорџ Р. Самоленко (енгл. George R. Samolenko; Ошава, 20. децембар 1930) некадашњи је канадски хокејаш на леду. 
Као члан сениорске репрезентације Канаде освојио је сребрну медаљу на ЗОИ 1960. у Скво Валију. Две године раније на светском првенству у Ослу са репрезентацијом је освојио титулу светског првака. 